# Rouhollah Zam
Rouhollah Zam (Teerã, 27 de julho de 1978 — Teerã, 12 de dezembro de 2020), foi um jornalista e opositor iraniano conhecido por dirigir um grupo do Telegram chamado Amadnews, que fundou em 2015. Zam desempenhou um papel importante nos protestos de 2017 e 2018, que ele cobriu de forma independente. Ele foi um convidado frequente no serviço persa da Voz da América, a emissora do governo dos Estados Unidos, em persa, por rádio e televisão.

## Biografia
Rouhollah Zam nasceu em 1978 em uma família clerical. Seu pai, Mohammad-Ali Zam, é um reformista que ocupou cargos importantes no governo nas décadas de 1980 e 1990. Rouhollah Zam começou seu engajamento contra o sistema político iraniano com o levante pós-eleitoral de 2009. Como decorrência de suas atividades, ele esteve preso na prisão de Evin. Em 2011, ele fugiu do Irã e se refugiou na França.

### Prisão e julgamento
Em 14 de outubro de 2019, a Guarda Revolucionária atraiu Zam para o Iraque a fim de sequestrá-lo e, em seguida, levá-lo de volta ao Irã, onde ele foi formalmente preso. Os guardas então assumem o controle do grupo de mensagens no Telegram, Amadnews, que ele administrava, composto por mais de um milhão de pessoas, e anunciam a notícia de sua prisão.
Ele foi indiciado por 17 acusações relacionadas à segurança do país, incluindo espionagem em benefício da França e de Israel, vazamento de informações confidenciais e insulto ao Líder Supremo da Revolução. Treze dessas acusações estão vinculadas, segundo o porta-voz do sistema judicial iraniano, à "corrupção na terra", crime de definição muito ampla e punível com a morte. Seu julgamento começou em 10 de fevereiro de 2020 em Teerã. Em 30 de junho de 2020, ele foi condenado à morte.
Em 12 de dezembro de 2020 foi executado por enforcamento em cumprimento desta decisão judicial.